# Heinrich Jakob Fried
Pour les articles homonymes, voir Fried.
Heinrich Jakob Fried (1802-1870) est un peintre bavarois.
Il étudie à Stuttgart et Augsbourg, puis à l'Académie de Munich. En 1834 il se rend à Rome et à Naples avant de retourner dans son pays d'origine.

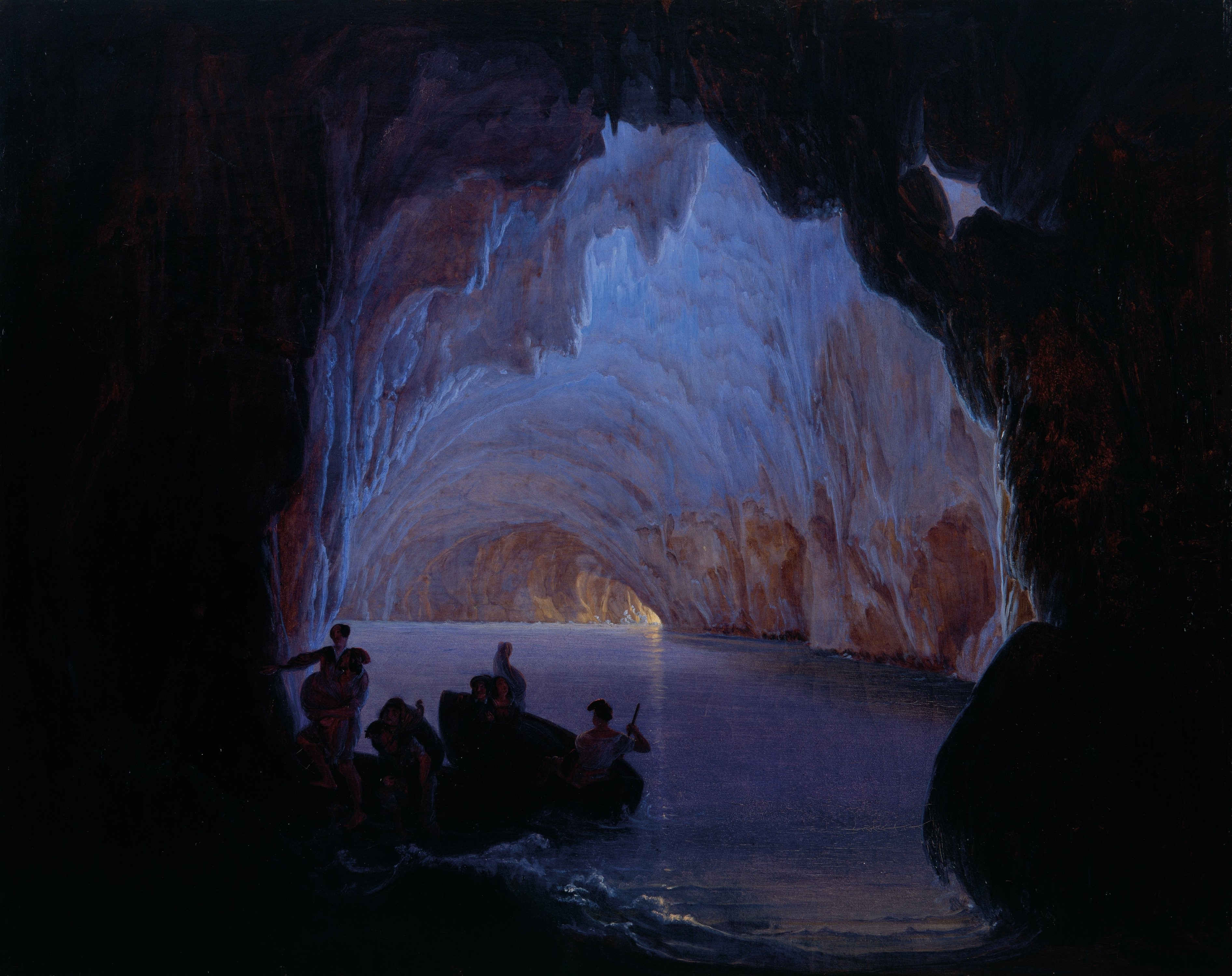
La grotte bleue de Capri
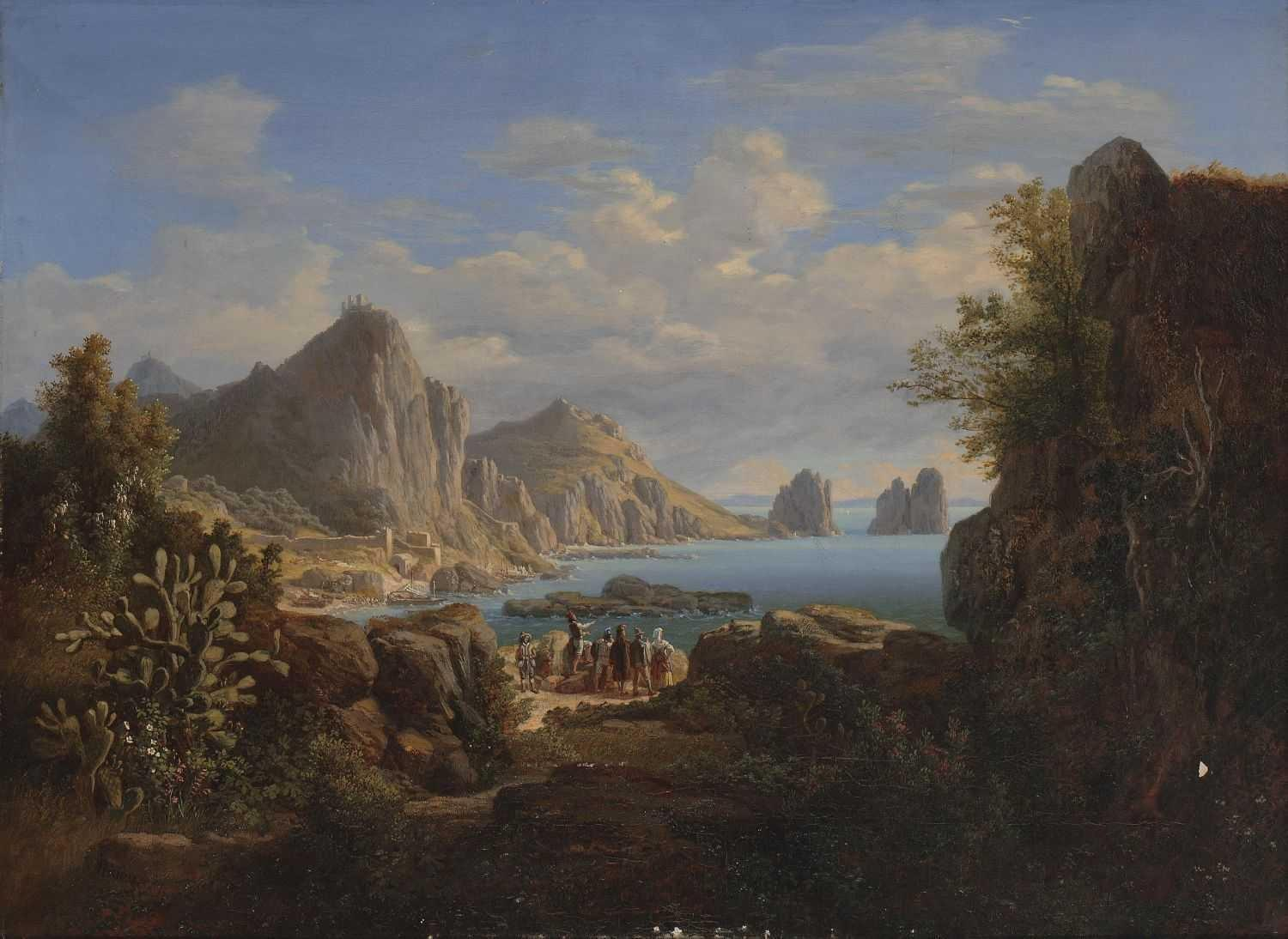
Une partie de l'île de Capri
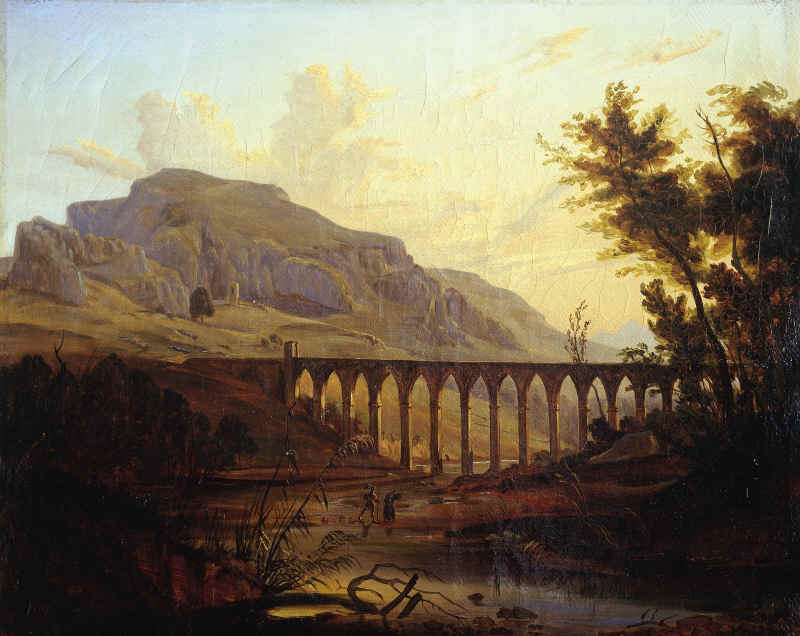
Aqueduc romain (1837)